# Museo de Historia Natural de Virginia

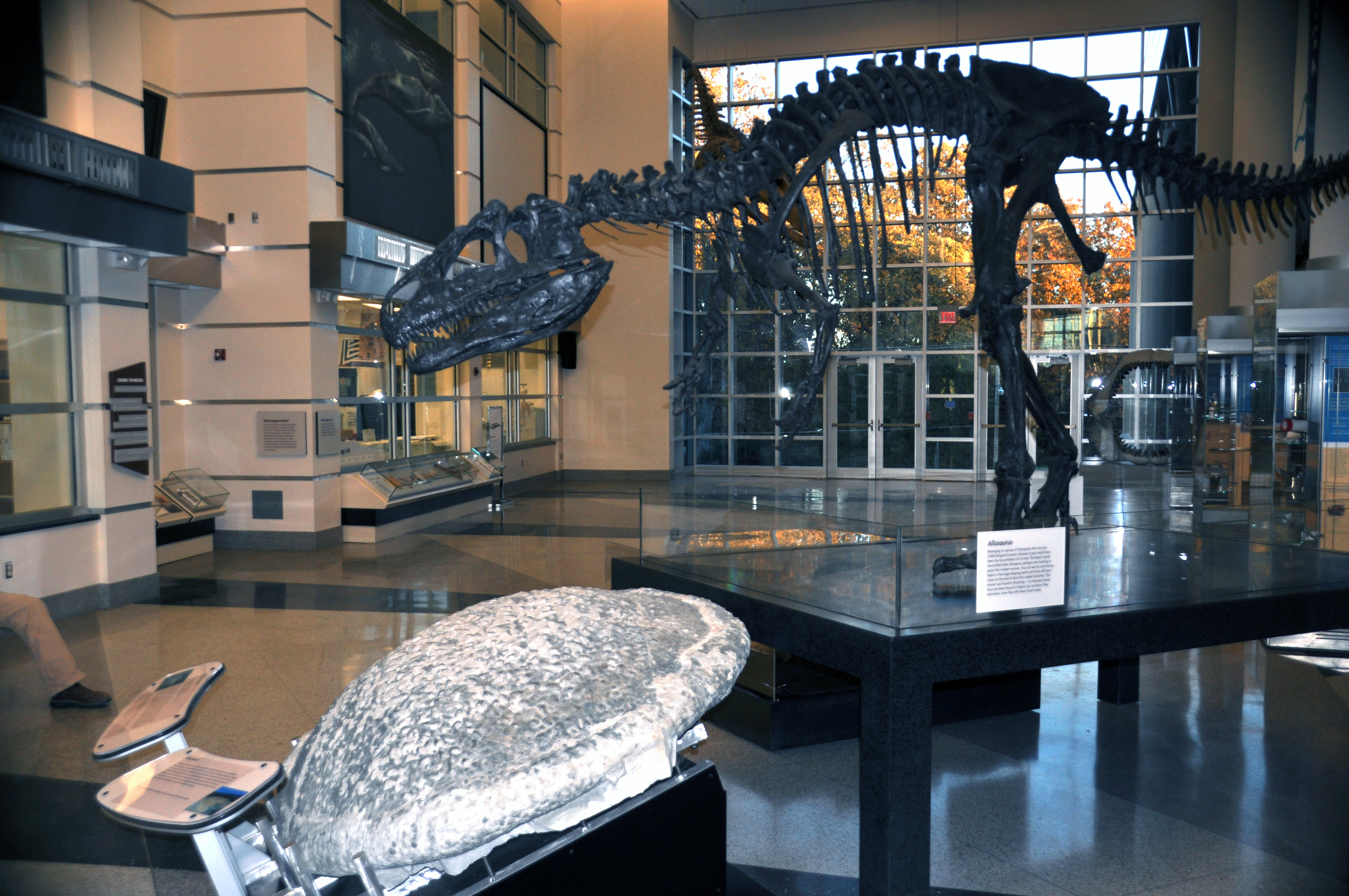
Fossil displays at the Virginia Museum of Natural History. In the foreground is a large
Thrombolite-stromatolite (1.9 m diameter). In the background, the skeleton of a theropod dinosaur.

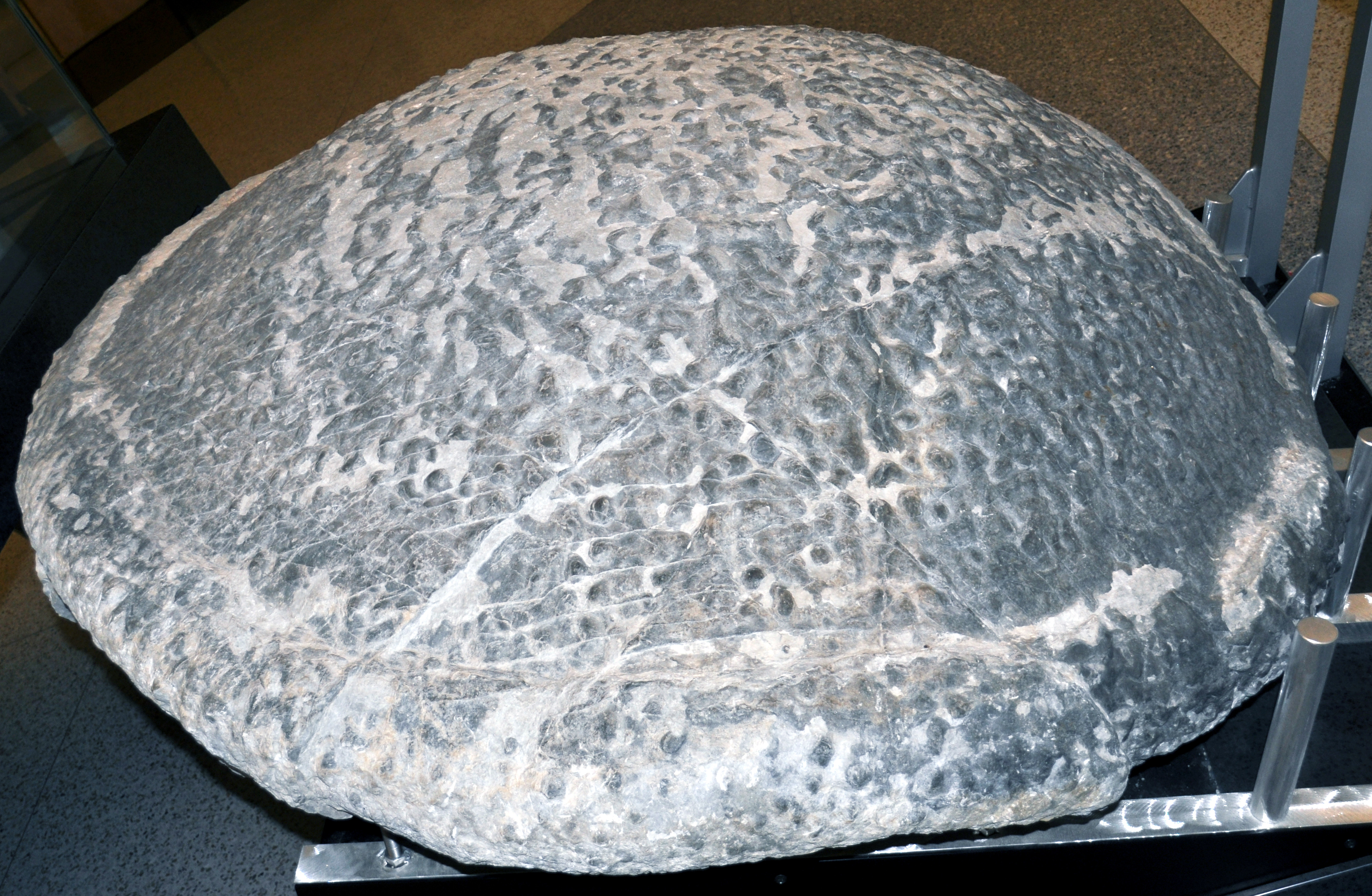
Closeup of the enormous fossil Thrombolite-stromatolite above, found in a quarry in Bedford County, Virginia in 2008.

El Museo de Historia Natural de Virginia es el museo de historia natural del estado, situado en Martinsville (Virginia) y fundado en 1984. El museo cuenta con varios premios de diferentes publicaciones galardonadas, está afiliado con el Instituto Smithsoniano y tiene más de 22 millones de artículos. Este incluye la primera cabeza intacta de Estromatolito que se ha encontrado en Virginia, es una de las "cabezas" completas más grandes en el mundo, mide más de 5 pies de diámetro y tiene un peso de más de 2 toneladas.

## Historia
El Museo de Historia Natural de Virginia fue fundado en 1984 como la Fundación Boaz, llamado así por el Dr. Noel T. Boaz, Director Fundador. El museo fue fundado como una institución privada, pero el 2 de junio de 1985, el museo abrió sus puertas al público con el nuevo y actual nombre. Tres años más tarde, en 1988, los líderes locales y estatales hablaron con el presidente de la Asamblea General de Virginia, AL Philpott y ayudaron a que el museo se convierta en un organismo del Estado de Virginia. También se celebró la primera reunión de la Junta de Síndicos en el mismo año. En 1994, el museo fue acreditado por la Alianza Americana de Museos. El 31 de marzo de 2007, las nuevas instalaciones del museo fueron abiertas en su ubicación actual.

## Exposiciones

### Exposiciones Itinerantes
El Museo de Historia Natural de Virginia cuenta con premiadas exposiciones permanentes y temporales. MHNV (Museo de Historia Natural de Virginia, por sus siglas) ofrece exposiciones y artículos en todo el estado de Virginia, en diferentes museos, parques estatales, y otras instalaciones.

### Exposiciones Especiales
MHNV alberga una gran variedad de exposiciones temporales centradas en diferentes temas a lo largo del año. La actual exposición especial, vivir en el agua, está abierto hasta el 26 de julio de 2015. La exposición destaca la Bahía de Chesapeake y su importancia para Virginia y la región.

### Exposiciones Permanentes

#### La Fundación de la Cosecha, el Salón de la vida antigua
La Fundación de la Cosecha, el Salón de la vida antigua da la bienvenida a los visitantes del museo al pasar la taquilla. La página web del museo ofrece esta cuenta respecto a la sala de exposiciones: "Los visitantes son recibidos por el enorme esqueleto de un dinosaurio Allosaurus, mientras que un esqueleto de una ballena de 14 millones de años de edad, se cuelga debajo de un techo abovedado de claraboyas". Las ventanas ofrecen una vista a los laboratorios activos del museo, donde los investigadores y voluntarios trabajan, además se muestran a los visitantes premios y presentaciones gráficas a cada paso que dan. Junto con al Allosaurus y eobalaenoptera, los visitantes pueden ver un Pteranodon y Estromatolito. Los visitantes también pueden ver seis columnas de casos que cuentan con exhibiciones especiales en forma rotativa.

#### Descubrimiento de Virginia
El sitio web de museo, "Descubrimiento de Virginia" cuenta con recreaciones de seis sitios de investigación en Virginia, donde los científicos del MHNV y sus colegas han trabajado o están trabajando. Hay una variedad de ubicaciones geográficas de toda la mancomunidad, que abarcan un amplio intervalo de tiempo, desde hace 700 millones de años hasta hace 300 años. En cada exposición, hay: una recreación del lugar como lo es hoy; un laboratorio experimental, donde los visitantes pueden examinar fósiles o evidencias arqueológicas y utilizar las mismas herramientas que los científicos usan para interpretar la evidencia; y una vídeo animación que da vida a los animales y plantas que estaban vivos en ese momento y en ese lugar.

#### ¿Cómo trabaja la Naturaleza?
"La galería de ¿Cómo trabaja la Naturaleza? de Lee & George W. Lester II, demuestra cómo la energía desde el interior de la corteza de la Tierra y la energía del sol han dado forma a la Tierra tal como la conocemos hoy en día. Los visitantes ven e interactúan con los objetos expuestos para entender mejor las magníficas fuerzas y procesos que han ayudado a crear el mundo de hoy", afirma la página web del museo.

#### El Salón Hahn de la Biodiversidad
La información de esta galería se puede encontrar en la página web del museo: "La Sala de Hahn de la Diversidad Biológica se abrió al público en agosto de 2010. El Salón Hahn de la Biodiversidad cuenta con las espectaculares colecciones de mamíferos africanos del Dr. Thomas Marshall Hahn Jr., Presidente Emérito de Virginia Tech. Dr. Hahn donó generosamente sus extensas colecciones al MHNV para el disfrute y la educación de innumerables futuros visitantes de todas las edades."

#### Fósil Overlook
Desde la web del museo; "El Fósil Overlook del museo es una nueva exhibición de la vida prehistórica que incluye una variedad de fósiles, modelos detallados, yesos, y programas multimedia interactivos para los visitantes de todas las edades. Esta nueva exposición se encuentra en la planta de arriba del museo.

#### Descubrimiento de Coral Hooker Furniture
Esta exposición se abrió al público en 2010 y es una zona de juegos interactivos para niños de 8 años y menores.

#### Tres Culturas, Tres Historias
Se trata de una exposición interactiva en línea que aparece en la página web del museo, exhibe las culturas de tres tribus nativas de América del Norte: el Pueblo, Powhattan, y Lakota.

## Investigaciones y Colecciones
El Museo de Historia Natural de Virginia es conocido por su investigación sobre Paleontología de invertebrados, paleontología de Vertebrados, Invertebrados recientes, Arqueología, Mastozoología, Ciencias del Mar y Ciencias de la Tierra. Estos investigadores pueden obtener información de más de 10 millones de artículos catalogados o especímenes de las colecciones del MHNV.

## Educación
El MHNV tiene muchos programas para estudiantes y profesores. A lo largo del año, el museo cuenta con muchos programas que incluyen actividades, juegos y manualidades para niños. El museo también brinda dormir fuera de casa y está disponible para las fiestas de cumpleaños u otros eventos. Los niños también pueden participar en el programa de Niños y Niñas Scouts del museo. Durante el verano, el museo ofrece divertidos y educativos Campamentos Aventura para jóvenes estudiantes. El MHNV también está involucrado con la comunidad, proporcionando un servicio al MHC Después de 3 Programas, un programa creado para dar a los niños un lugar seguro a donde ir después de la escuela y para mejorar las matemáticas de los niños y otras habilidades. A través del programa de extensión, educadores visitan las escuelas y sitios de la comunidad para presentar la historia natural a los estudiantes a través de actividades prácticas. Los maestros también son entrenados por el museo en programas como VSSI, VSISE: Instituto de Virginia en Ciencias de la Educación STEM, GLOBE (Siglas en inglés): Aprendizaje Global y Observación en Beneficio del Medio Ambiente, y la trucha en el Aula.